# Вињак
Вињак је алкохолно пиће произведено мешањем винских дестилата. Садржи око 40% алкохола.
Након ферментације грожђа и дестилације добијеног садржаја, добија се вињак у виду прозирне ракије, а боју и арому развија сазревањем у храстовој буради и то: Вињак V.S. – 3 године, Вињак 5 V.S.O.P. – 5 година, Вињак ХО – 20 година. Рок трајања вињака је неограничен.
Први вињак направио је Драгољуб Марковић из Александровца (Србија), 1933. године по повратку из Париза, након завршетка студија у Француској, 1932. године. Његова производња је умало укинута током Другог светског рата када је његова имовина национализована.
Произвођач вињака Рубин из Крушевца добитник је више награда за квалитет производа. Из Србије извози се у Босну и Херцеговину и Црну Гору.
Посебна одлика вињака је да се у њему налази глукоза, а не фруктоза (налази се у воћу, изузев грожђа, као и у меду).